# Вицелин
Вицелин (лат. Vicelinus; 1090, Хамельн — 12 декабря 1154, Ноймюнстер) — христианский миссионер, апостол западно-славянского союза племен вагервендов (Wagerwenden). Сначала он поселился в Виппердорфе на вендской границе, затем в Зигеберг, где император Лотарь построил в 1134 году монастырь. Здесь он работал с редкой энергией, основал массу церквей, называемых церквями Вицелина, из них до сих пор сохранилось ещё 20. В 1149 году он был сделан епископом Альденбургским (ныне Ольденбург).